# 愛知ニューウェーブス
愛知ニューウェーブス（Aichi New Waves）は、東海フットサルリーグ・愛知県フットサルリーグに所属していた、愛知県名古屋市をホームタウンとするフットサルクラブチームである。呼称は愛知ニューウェーブス。

## 歴史
2001年の結成後、全日本フットサル選手権愛知県大会3連覇など愛知県内の各種大会（公式戦・非公式戦）において圧倒的な強さを発揮した。一方リーグ戦においては他チームからの徹底マーク、実力発揮のムラにより苦戦を強いられる場面が多かった。
2004年以降は大洋薬品/BANFF（2007年より名古屋オーシャンズ）・CASCAVEL AICHIと共に愛知3強を形成した。
愛知ニューウェーブスが東海地区のみならず全国へ輩出した選手も多い。
ルーマニア1部、FCアストラ・プロイェシュティで活躍する瀬戸貴幸、東海ナンバー1ピヴォの呼び声も高い伊藤豊大（デリッツィア磐田：東海1部←samurai futsal：東海1部）、Fリーグ・デウソン神戸に在籍した脇真太郎、2010年～2012年と東海オールスターに選出された青木翔（ROBOGATO：東海1部）、2011年～2012年と愛知県選抜のキャプテンを務めている浦上浩生（名古屋オーシャンズサテライト）等、錚々たるメンバーが過去、名を連ねていた。
また、かつては岩本輝雄（元サッカー日本代表）も所属した。
2009年にスポンサーの撤退と共に男子チームは解散となる。
女子チームも東海地区を代表する強豪チームであるが他チームの台頭により近年は低迷している。

### ユニフォームスポンサー
| 胸   | LOCOS |   |
| 背中 | UNION | - |

ユニフォームサプライヤー
「MIZUNO」・「ADIDAS」

## タイトル
- 第15回全日本フットサル選手権愛知県大会第3位（2009年）
- 第14回全日本フットサル選手権愛知県大会準優勝（2008年）
- 第12回全日本フットサル選手権愛知県大会優勝（2006年）
- 第11回全日本フットサル選手権愛知県大会優勝（2005年）
- 第10回全日本フットサル選手権愛知県大会優勝（2004年）

## 2009年シーズン選手
※選手名（国籍、ポジション）
- 1 - 飛騨龍典（ 日本、GK）
- 4 - 山口祐司（ 日本、FP）
- 8 - 山本雄志（ 日本、FP）
- 9 - 青木翔（ 日本、FP）
- 11 - 脇良太郎（ 日本、FP）
- 12 - 北村一樹（ 日本、GK）
- 14 - 杉本一平（ 日本、FP）
- 15 - 藤波佑太（ 日本、FP）
- 17 - 内田大輔（ 日本、FP）
- 18 - 丸形大史（ 日本、FP）
- 20 - 浦上浩生（ 日本、FP）
- 23 - 水野純平（ 日本、FP）
- 24 - グアルディア・タマヨ・アンディ・ジェンデル（ 日本、FP）

### 過去に所属した選手
- 瀬戸貴幸（ 日本、FP）ルーマニア1部 FCアストラ・プロイェシュティ
- 脇真太郎（ 日本、FP）Fリーグ デウソン神戸
- 伊藤豊大（ 日本、FP）東海1部 DELIZIA磐田←東海1部 samurai futsal
- 山本雄志（ 日本、FP）東海1部 ROBOGATO
- 青木翔（ 日本、FP）東海1部 ROBOGATO
- 山口祐司（ 日本、FP）関東1部 デルソーレ中野
- 浦上浩生（ 日本、FP）東海1部 名古屋オーシャンズサテライト
- 北出尚大（ 日本、FP）元セレッソ大阪
- 岩本輝雄（ 日本、FP）元サッカー日本代表・（オークランド・シティFC←名古屋グランパス←ベガルタ仙台等）